# کایلا کلیویج
کایلا کلیویج (انگلیسی: Kayla Kleevage؛ زاده ۲۰ آوریل ۱۹۶۵) بازیگر پورنوگرافی اهل ایالات متحده آمریکا است.